# Стийл (окръг, Минесота)
Вижте пояснителната страница за други значения на Стийл.
Окръг Стийл (на английски: Steele County) е окръг в щата Минесота, Съединени американски щати. Площта му е 1119 km², а населението - 33 680 души (2000). Административен център е град Оуатона.